# Mittenothamnium glaucissimum
Mittenothamnium glaucissimum är en bladmossart som beskrevs av Jules Cardot 1913. Mittenothamnium glaucissimum ingår i släktet Mittenothamnium och familjen Hypnaceae. Inga underarter finns listade i Catalogue of Life.